# 墨脱杜鹃
墨脱杜鹃（学名：Rhododendron montroseanum）为杜鹃花科杜鹃花属下的一个种。

## 扩展阅读
- 維基物種上的相關：墨脱杜鹃